# Toccata en Fuga in d-moll (BWV 538)
De Toccata en Fuga in d mineur, BWV 538 is een werk voor orgel, gecomponeerd door Johann Sebastian Bach. Het moet niet worden verward met de bekendere toccata en fuga BWV 565, die eveneens in d kleine terts staat. De bijnaam van dit stuk is Dorische Toccata en Fuga, omdat men lange tijd gedacht heeft dat het stuk in Dorische toonladder was geschreven aangezien het stuk begint op de toon D en er geen algemene kruisen of mollen staan. Later ontdekte men dat het stuk toch in d-mineur is geschreven.
Ondanks dezelfde naam, verschilt deze compositie toch sterk van BWV 565. Net als de Fantasia en Fuga in c mineur (BWV 562) is BWV 538 bijna mono-thematisch. BWV 538 opent met een motief bestaande uit zestiende noten, dat vrijwel continu door het hele stuk heen loopt.  
De fuga, geschreven in de Aeolische toonladder is lang en complex. Het strikte gebruik van het contrapunt wordt alleen in de laatste vier maten losgelaten, waar naar een indrukwekkend slot wordt toegewerkt. De fuga in BWV 538 heeft sterke overeenkomsten met de fuga in BWV 540. Ze hebben beiden een alla breve tempo-aanduiding met een ritme van achtste noten in plaats van zestiende noten die in de meeste fuga's van Bach gebruikt worden. 